# Arnolfo di Cambio
Arnolfo di Cambio (~1240 - 1300/1310) je bil italijanski arhitekt in kipar.
Oblikoval je Firenško stolnico in šesto mestno obzidje okoli Firenc (1284-1333), medtem ko je njegovo najpomembnejše ohranjeno delo kot kiparja grob kardinala de Brayeja v S. Domenicu v Orvietu.

## Življenjepis
Arnolfo di Cambio se je rodil v Colle Val d'Elsa v Toskani.
Bil je glavni pomočnik Nicola Pisana pri marmorni prižnici v Sienski stolnici (1265–1268), vendar je kmalu začel samostojno delati na pomembni grobni skulpturi. V letih 1266–1267 je delal v Rimu za kralja Karla I. Anžujskega in ga upodobil v znamenitem kipu na Campidogliu. Okoli leta 1282 je dokončal spomenik kardinalu Guillaumeu de Brayeju v cerkvi San Domenico v Orvietu, vključno z ustoličeno Madono (Maestà), za katero je vzel starodavni rimski kip boginje Abundantije; Madonina tiara in dragulji kažejo antične vzorce. Arnolfo je v Rimu videl kozmatsko umetnost, njen vpliv pa je viden v okrasu iz intarzije in polikromiranega stekla v baziliki sv. Pavla zunaj obzidja in cerkvi Santa Cecilia in Trastevere, kjer je delal leta 1285 oziroma 1293. V tem obdobju je delal tudi na jaslicah v Santa Maria Maggiore, Santa Maria Aracoeli, na spomeniku papeža Bonifacija VIII. (1300) in na bronastem kipu svetega Petra v baziliki svetega Petra.
V letih 1294–1295 je delal v Firencah, predvsem kot arhitekt. Po besedah njegovega biografa Giorgia Vasarija je bil zadolžen za gradnjo mestne stolnice, za katero je zagotovil kipe, ki so nekoč krasili spodnji del fasade, uničene leta 1589. Preživeli kipi so zdaj v Muzeju stolnice. Čeprav je bila zasnova cerkve Sv. Križa pripisana Arnolfu, je to zelo sporno. Vasari mu je pripisal tudi urbanistični načrt novega mesta San Giovanni Valdarno.
Monumentalni značaj Arnolfovega dela je pustil pečat na videzu Firenc. Njegovi nagrobni spomeniki so postali vzor gotske nagrobne umetnosti.
Giorgio Vasari je vključil biografijo Arnolfa v svoje delo Življenje najbolj odličnih slikarjev, kiparjev in arhitektov.

### Urbanist
Vasari Arnolfu di Cambiu pripisuje tudi urbanistični projekt tako imenovanih terrae novae, torej kolonizacijo novih dežel in ustanovitev novih mest s strani Florentincev na območju Zgornjega Valdarna; in ta mesta so danes Terranuova Bracciolini, San Giovanni Valdarno in Castelfranco di Sopra.
Poleg tega je za projekt ponovne ustanovitve cesarskega mesta Cagli, ki ga je leta 1289 promoviral papež Nikolaj IV., strokovno mnenje je Arnolfu priznala Maddalena Scoccianti.

## Izbrana dela

### Arhitektura
- Santa Maria del Fiore, stolnica v Firencah, 1296. Arnolfovo zasnovo so v 14. in 15. stoletju razširili in dopolnili drugi arhitekti.[12]
- Palazzo Vecchio v Firencah, 1299.[13]

### Kiparstvo
- Peter na prestolu v baziliki svetega Petra, se pogosto pripisuje Arnolfu.[14]
- Spomenik papežu Adrianu V. (1276, pripisan) - San Francesco, Viterbo
- Spomenik kardinalu Riccardu Annibaldiju (1276) - San Giovanni v Lateranu v Rimu[15]
- Kip Karla I. Anžujskega (1277) - Campidoglio, Rim[16]
- Vodnjak žejnih (Fontana Minore) - Perugia[17]
- Grobnica kardinala Guillaume de Braye (ok. 1282) - San Domenico, Orvieto[18]
- Spomenik papežu Bonifaciju VIII. - Museo dell'Opera del Duomo - Firence

- Ciborij čez oltar v baziliki sv. Janeza v Lateranu izhaja iz zasnove Arnolfa di Cambia in je okrašen s slikami Barne da Siene v letih 1367–1368. Zgornja kletka vsebuje srebrne relikvije, ki naj bi vsebovale glave svetih Petra in Pavla.
- Kip sv. Petra v baziliki sv. Petra, Rim
- Portret Arnolfa v Palazzo dei Canonici v Firencah, (Luigi Pampaloni, 1830)
- Doprsni kip in epigraf v Firenški stolnici (Aristodemo Costoli[19], 1843)
- Jaslice v Santa Maria Maggiore (Rim)